# Les Hauts-de-Chée
Les Hauts-de-Chée è un comune francese di 756 abitanti situato nel dipartimento della Mosa nella regione del Grand Est.

## Società

### Evoluzione demografica
Abitanti censiti